# Szepyłowe
Szepyłowe (ukr. Шепилове) – wieś na Ukrainie, w obwodzie kirowohradzkim, w rejonie hołowaniwskim, w hromadzie Hołowaniwsk. W 2001 liczyła 574 mieszkańców, spośród których 562 wskazało jako ojczysty język ukraiński, 7 rosyjski, 2 mołdawski, 1 białoruski, a 2 ormiański.